# レオ・スピードワゴン

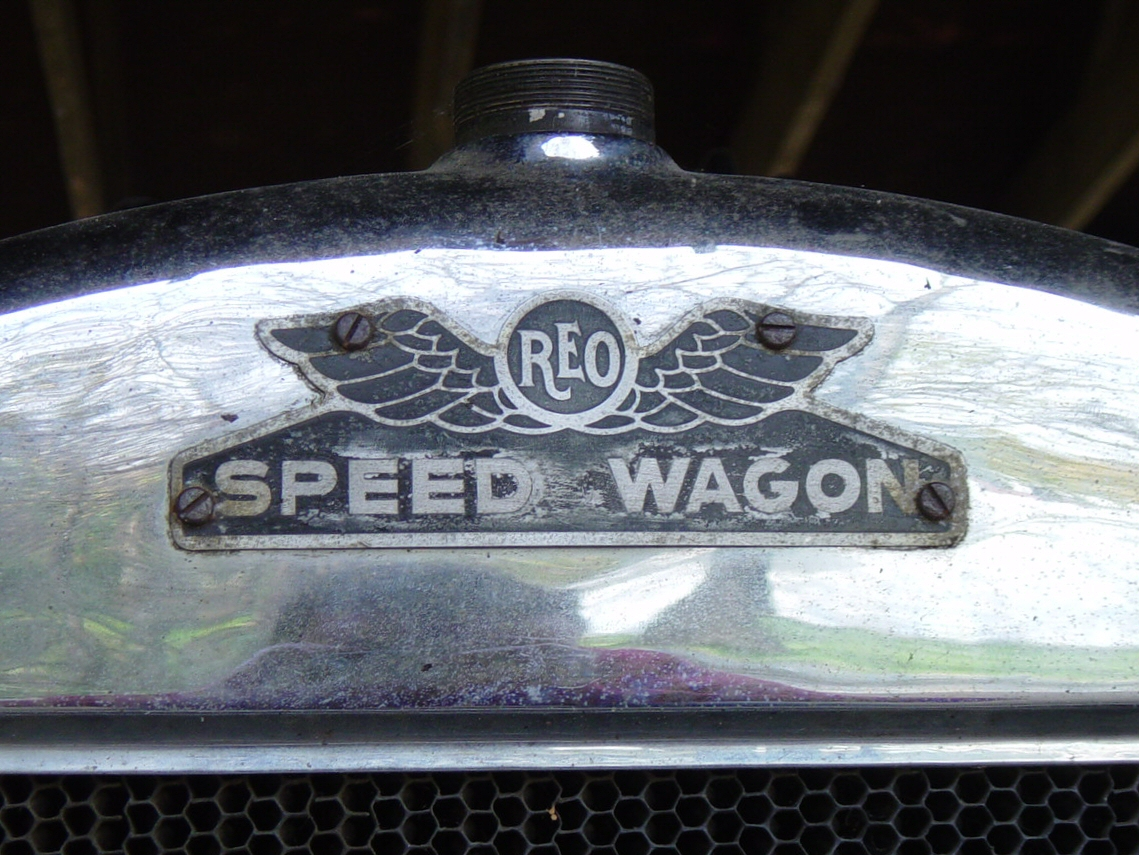
消防車として使われていたREOスピードワゴンのグリルバッジ

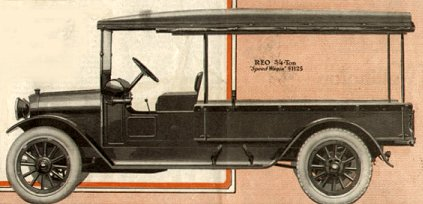
1917年の広告に描かれたREOスピードワゴン

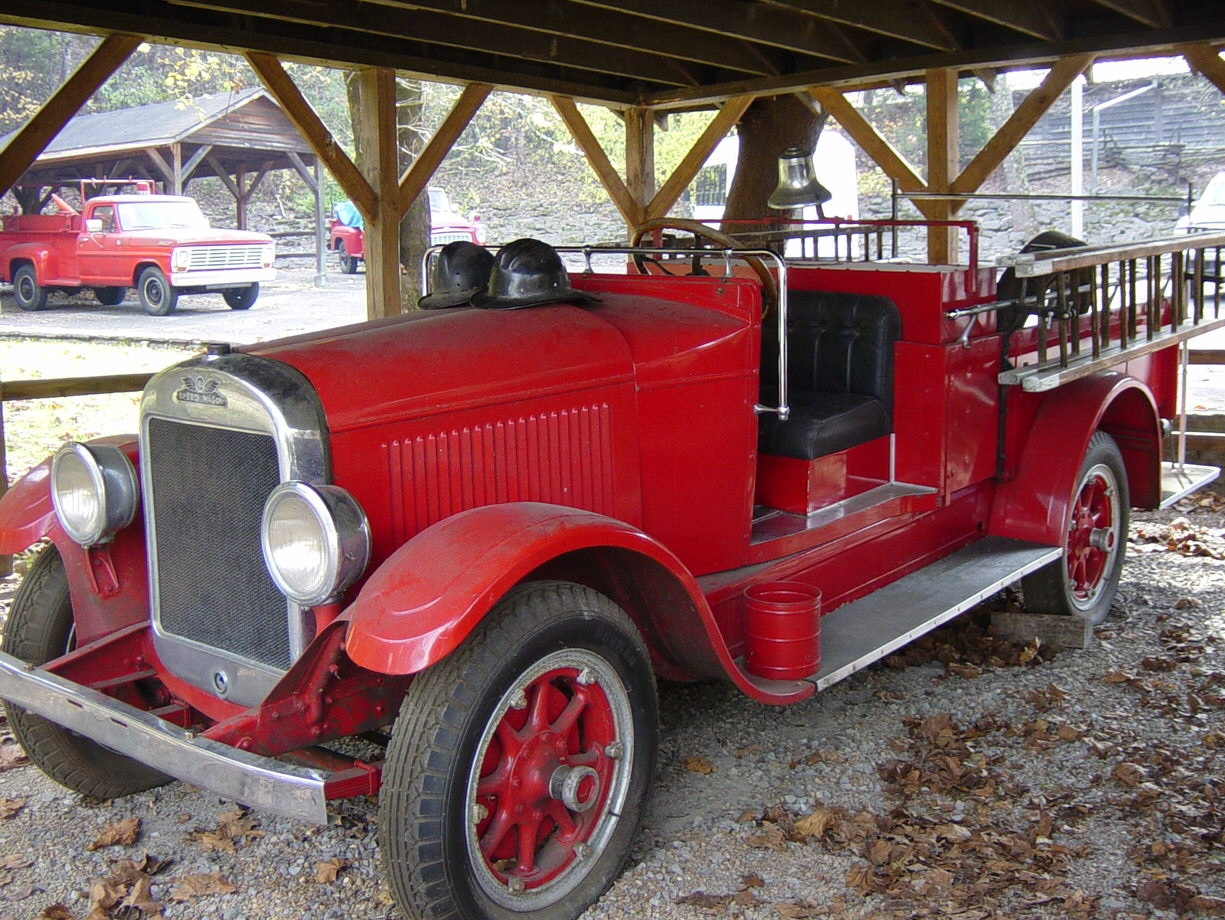
テネシー州リンチバーグのジャックダニエル蒸留所で展示されているREOスピードワゴンの消防車

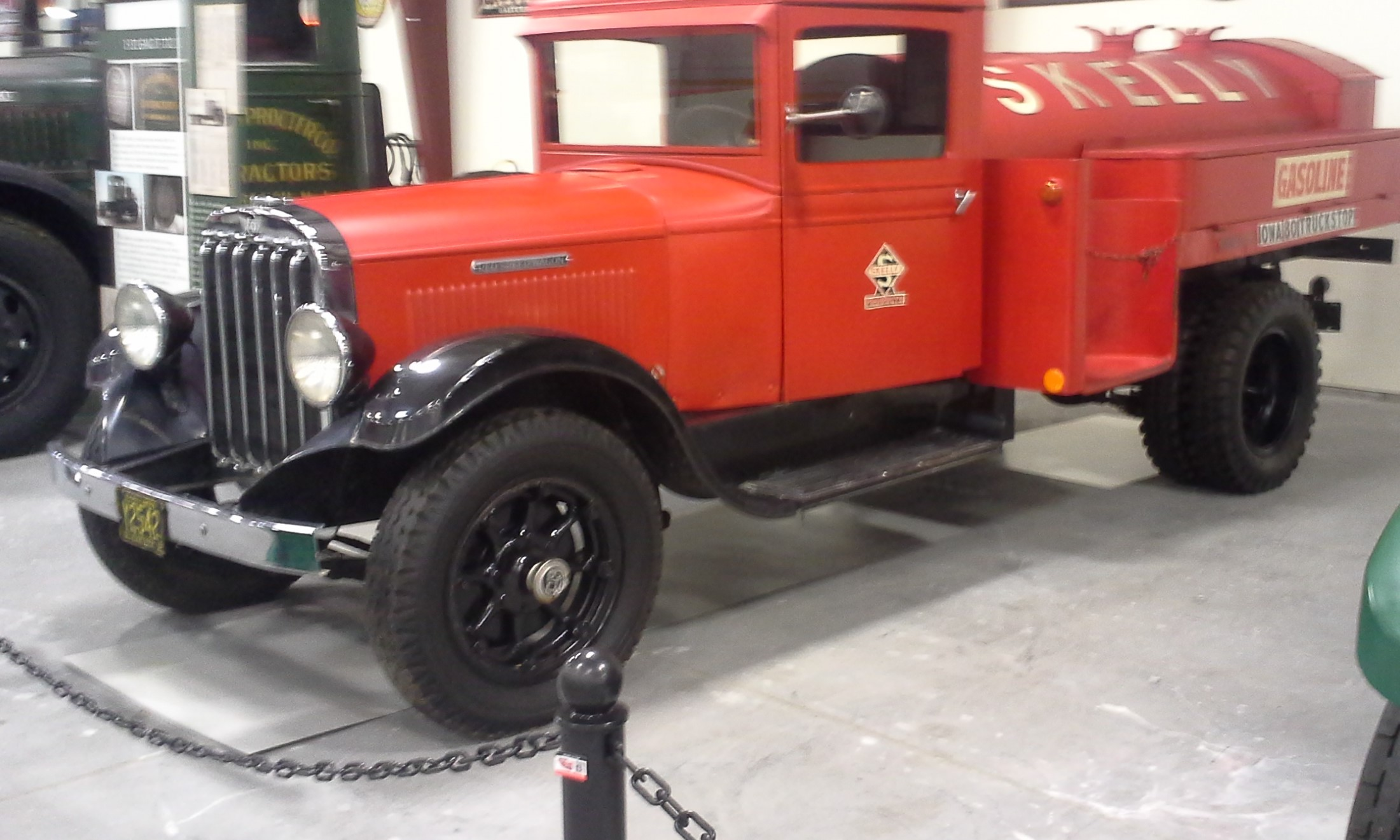
アイオワ州80トラック博物館 (Iowa 80 Trucking Museum) の1929年製REOスピードワゴン「EX REO」。6気筒フラットヘッドエンジンのゴールド・コメット搭載、4速トランスミッション、最高速度は時速35マイル (約56キロ)。

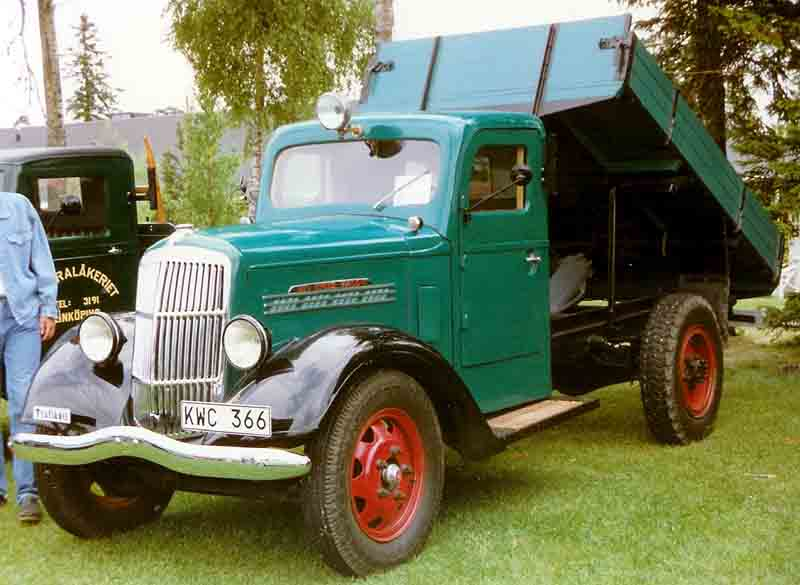
REOスピードワゴントラック1939年製

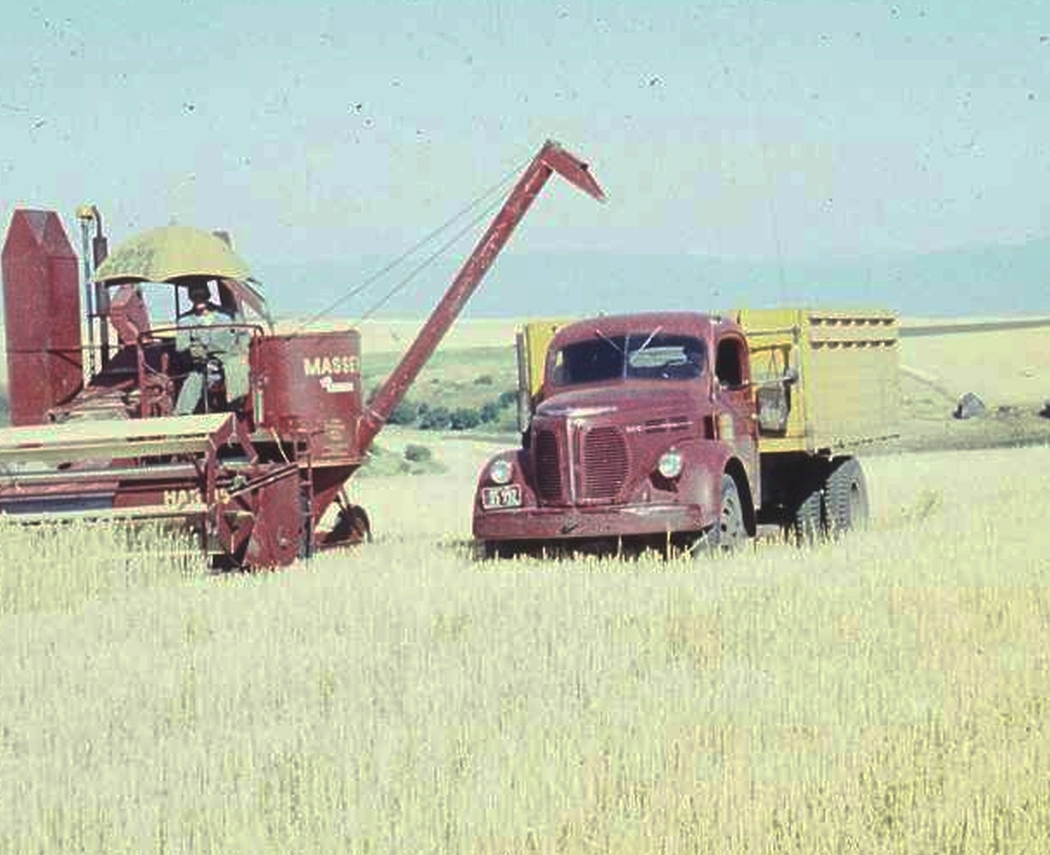
穀物の運搬に使われている1948年製2.5トンREOスピードワゴントラック。1953年アイダホ州circaのカマス・プレーリーにて。

アールイーオー・スピードワゴン（REO Speed Wagon）もしくはレオ・スピードワゴン（Reo Speedwagon）はレオ・モーター・カー・カンパニーによって製造されていたライトトラックのモデル名。ピックアップトラックの祖先である。
1915年に初めて発表されて以降、少なくても1953年まで製造され続けた。第二次世界大戦前に、REO (創業者ランサム・E・オールズの頭文字をとって名づけられた) 社をアメリカ有数の商用車メーカーにした立役者である。シャッシー (車台) の基本的なデザインやスタイルは一貫しているが、スピードワゴンはピックアップトラックやパネルトラック、乗用バスなど、多種多様な形状で製造されていた。そして運送トラック、牽引車、ダンプカー、消防車のみならず霊柩車や救急車などに使用された。複数の他メーカーからスピードワゴンを特定の用途に使うための改造用部品が供給されていた。  スピードワゴンはREO社製の「ゴールド・クラウン (Gold Crown)」シリーズエンジンを搭載しており、その性能、耐久性、そして品質が高く評価されていた。
REO社は自社自動車 (Model H) の車台をベースとして、1908年から数種類のワゴン車を製造していた。また1910年に新しい部門を作りトラックを製造して成功した。一方で1915年のスピードワゴンの発表は社が大躍進を遂げるきっかけとなり、売上的にもかなりの成功をおさめた。REO社は早速さまざまな型のスピードワゴンを豊富なオプションと共に市場に提供し、1925年には年間125,000台を生産するに至った。
長年にわたり乗用車とトラックの両方に同程度の比重をおいていたものの、REO社は完全にトラックへ焦点を絞る方向にシフトし、オートモービル (乗用車) の生産は1936年に終了した。 一般市場にむけた製品の製造は第二次世界大戦中は停止されていたが、1946年に再開された。 1967年、ダイアモンドTと レオ・トラックスは合併し、ホワイト・モーター・コーポレーションの1部門の「ダイアモンド・レオ・トラックス」となった。
5人組ロックンロールグループREOスピードワゴンのバンド名はこの車を由来としており、それが後にジョジョの奇妙な冒険の主要登場人物として取り入れられた。

## モデル一覧
- 1915年モデルは積載量1トン、４気筒エンジン、3速トランスミッションを備えていた。当時のトラックの平均速度であった時速16～24キロよりも速く走ることを目標としていた。[9]
- 1917年モデルは積載量3.25トン、トップとサイドは帆布製、価格は$1125であった。[10]
- 1925年モデルは6気筒エンジンを搭載していた。
- 1929年モデルはREO社の6気筒エンジン「ゴールド・クラウン」を搭載しておりエンジン排気量4.4リットル (268立方インチ)、最高出力50キロワット (67英馬力) であった。[3]
- 1933年モデル「BN」は [9] REO社の6気筒エンジン「ゴールド・クラウン」を搭載し、自社の高級車「フライング・クラウド」と「ロワイヤル 」のパーツを組み合わせていた。個性的かつ、比較的速い木造ボディのパネル運送トラックであった。